# Hermia
Hermia is een personage uit William Shakespeares A Midsummer Night's Dream.
Haar personage zit gevangen tussen de liefde van twee mannen: Lysander en Demetrius.
Haar vader Egeus is de reden van haar dilemma. Hij wil dat ze zich verlooft met Demetrius maar Hermia is verliefd op Lysander.
Als zij zich niet houdt aan de wensen van haar vader riskeert ze de doodstraf of moet ze intreden in een klooster, volgens de oude Atheense wet. Lysander en Hermia vluchten weg in het bos. Waar Oberon zijn handlanger Puck Lysander betovert door een druppel van een magische bloem, zodat hij Hermia nooit zal verraden. Helena die samen met Demetrius op zoek is gegaan naar Hermia en Lysander, vindt Lysander slapend in het bos en wekt hem. Door de betovering van Puck wordt Lysander verliefd op Helena en is hij ontrouw tegenover Hermia. Puck herstelt de betovering zodat Lysander zijn liefde voor Hermia kan herstellen.